# (8269) Calandrelli
Pour les articles homonymes, voir Calandrelli.
(8269) Calandrelli est un astéroïde de la ceinture principale.

## Description
(8269) Calandrelli est un astéroïde de la ceinture principale. Il fut découvert le 17 août 1988 à Bologne par l'observatoire San Vittore. Il présente une orbite caractérisée par un demi-grand axe de 2,56 UA, une excentricité de 0,21 et une inclinaison de 9,2° par rapport à l'écliptique.

## Compléments